# Polypedilum quadrimaculatum
Polypedilum quadrimaculatum är en tvåvingeart som först beskrevs av Johann Wilhelm Meigen 1838.  Polypedilum quadrimaculatum ingår i släktet Polypedilum och familjen fjädermyggor. Inga underarter finns listade i Catalogue of Life.